# خليج ترييستي

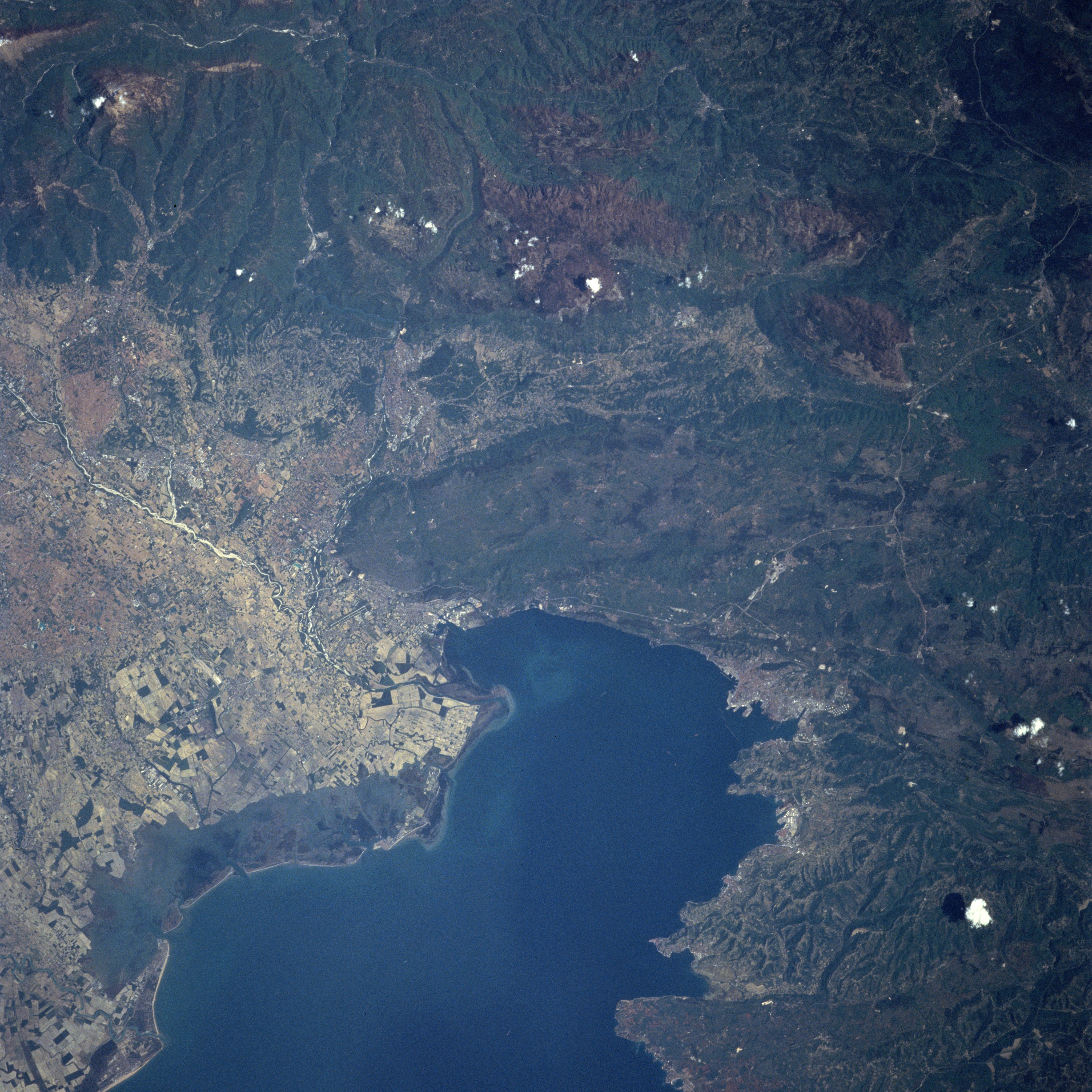
منظر فضائي للخليج

خليج تريستي هو خليج مائي في شمال البحر الأدرياتيكي وهو أقصى نقطة شمالية في البحر, يقع بين كرواتيا وسلوفينيا وإيطاليا تطل عليه مدينة ترييستي التي استقى منها مسماه, يعتبر البعض هذا الخليج جزء من خليج البندقية الأكبر، تبلغ مساحة الخليجة قرابة 1000 كم مربع ولكنه لا يضم وسطه أية جزر.